# Sicista napaea
Il topo delle betulle degli Altaj (Sicista napaea  Hollister, 1912) è un roditore della famiglia dei Dipodidi diffuso nell'Asia centrale.

## Descrizione

### Dimensioni
Roditore di piccole dimensioni, con la lunghezza della testa e del corpo tra 65 e 79 mm, la lunghezza della coda tra 82,1 e 103 mm, la lunghezza del piede tra 16 e 20 mm, la lunghezza delle orecchie tra 9 e 16 mm e un peso fino a 19 g.

### Aspetto
Le parti dorsali sono giallo-brunastre, cosparse di peli marroni e prive della striscia scura dorsale, mentre le parti ventrali sono color giallo crema, più brillante sulla parte bassa dell'addome e nella regione anale. I fianchi sono grigio-giallastri. Le orecchie sono marroni con i margini leggermente giallastri e con delle macchie rossicce alla base anteriore e posteriore. Le zampe sono bianco-grigiastre, con una macchia rossiccia sui talloni. La coda è più lunga della testa e del corpo, è marrone sopra e grigio chiaro sotto. Il pene presenta sui lati due spine coniche spesse dirette posteriormente. Il cariotipo è 2n=42 FN=52.

## Biologia

### Comportamento
È una specie solitaria, attiva al tramonto e di notte. Entra in letargo dai primi giorni di settembre a metà maggio.

### Alimentazione
Si nutre di invertebrati, semi e bacche.

### Riproduzione
Si riproduce una volta l'anno tra giugno e luglio. Le femmine danno alla luce 4-5 piccoli alla volta dopo una gestazione di circa 20 giorni.

## Distribuzione e habitat
Questa specie è diffusa sui Monti Altaj, tra il Kazakistan orientale e la Siberia sud-occidentale.
Vive nelle boscaglie, praterie e campi in prossimità di piccole macchie forestali tra 400 e 2.200 metri di altitudine.

## Conservazione
La IUCN Red List, considerato il vasto areale nonostante sia rara, classifica S.napaea come specie a rischio minimo (Least Concern).